# Condiție la limită Dirichlet
În matematică, o condiție la limită de tip Dirichlet este impusă unei ecuații diferențiale ordinare sau unei ecuații cu derivate parțiale, astfel încât valorile pe care soluția le ia de-a lungul limitei domeniului sunt fixe. Problema găsirii de soluții la astfel de ecuații este cunoscută sub numele de problema Dirichlet. În științe și inginerie, o condiție de limită Dirichlet poate fi denumită și condiție la limită esențială, condiție la limită fixă sau condiție de limită de tipul întâi. Este numită astfel după Johann Peter Gustav Lejeune Dirichlet.
În analiza cu elemente finite, condiția de limită Dirichlet este definită prin forma integrală ponderată a unei ecuații diferențiale. Necunoscuta dependentă, u, în aceeași formă ca funcția de ponderare w, care apare în expresia condiției la limită este denumită variabilă primară, iar specificarea ei constituie condiția la limită esențială sau Dirichlet.

## Exemple

### Ecuații diferențiale ordinare
Pentru o ecuație diferențială ordinară, de exemplu
{\displaystyle y''+y=0}
condițiile la limită Dirichlet pe intervalul [a,b] au forma
{\displaystyle y(a)=\alpha ,\quad y(b)=\beta ,}
unde α și β sunt numere date.

### Ecuații cu derivate parțiale
Pentru o ecuație cu derivate parțiale, de exemplu
{\displaystyle \nabla ^{2}y+y=0}
unde {\displaystyle \nabla ^{2}} este laplacianul, condițiile la limită Dirichlet pe domeniul Ω ⊂ Rn au forma
{\displaystyle y(x)=f(x)\quad \forall x\in \partial \Omega }
unde f este o funcție cunoscută, definită pe frontiera ∂Ω.

### Aplicații
Următoarele sunt exemple de condiții la limită Dirichlet.
- În ingineria mecanică și construcții, unde un capăt al unei bare este menținut într-o poziție fixă în spațiu.
- În transmiterea căldurii, unde o suprafață este menținută la o temperatură fixă.
- În electrostatică, unde un nod al unui circuit este ținut la o tensiune fixă.
- În dinamica fluidelor, condiția de viteză nulă la perete pentru fluidele viscoase afirmă că la o margine solidă fluidul va avea viteză zero față de acea margine.

## Alte condiții la limită
Sunt posibile multe alte condiții la limită, inclusiv condiții la limită de tip Cauchy și condiții la limită mixte. Acestea din urmă sunt o combinație a condițiilor Dirichlet și Neumann.